# Isla de Érevine
Isla de Érevine (en francés: Île d'Érevine) es una pequeña isla deshabitada en el sur del país europeo de Francia, que se encuentra a 2 km de Mejean (por la senda costera), 5 km al oeste de la ciudad de Marsella.
La isla cuenta con un sistema de señalización marítimo: una marca cardinal sur, y una luz blanca, a una altitud de 28 metros, con lo que llega 10 millas marinas.